# Snježana Banović
Snježana Banović (Zagreb, 2. studenog 1963.) je hrvatska kazališna redateljica, teatrologinja i sveučilišna profesorica.
U Zagrebu pohađa osnovnu i srednju školu te potom studira francuski i španjolski jezik na Filozofskom fakultetu. Akademiju dramske umjetnosti diplomira 1990. u klasi prof. Georgija Para. Za vrijeme studija asistira na brojnim produkcijama a prvu režiju ostvaruje u zagrebačkom Teatru ITD. Redovita je profesorica na Odsjeku produkcije Akademije dramske umjetnosti Sveučilišta u Zagrebu.
Usavršavala se na brojnim stipendijama u inozemstvu od čega treba izdvojiti Fullbrightovu stipendiju 1997. na sveučilištu Yale u SAD.
Doktorski studij Književnosti na Filozofskom fakultetu u Zagrebu završila je 2009. Ostvarila je niz režija diljem Hrvatske i nekoliko u inozemstvu. Za veliki broj svojih predstava radila je i izbor glazbe.
Uz dramske tekstove režira različite komercijalne i umjetničke manifestacije te različite dobrotvorne programe. Za navedene svečanosti piše sinopsise a autorica je i tekstova za nekoliko cabareta i desetak adaptacija. Objavila je više tekstova i recenzija o kazalištu, kulturnoj politici, kazališnom menadžmentu i produkciji u časopisima (Glumište, Kazalište) te dnevnim listovima (Jutarnji list, Vjesnik) i na 3. programu Hrvatskoga radija. Objavila je četiri teatrološke knjige: Država i njezino kazalište (profil, 2012.), Kazalište krize (Durieux, 2014.), Službeni izlaz (Fraktura, 2018.), Kazalište za narod (Fraktura, 2020.)
Tijekom 2001. bila je članica Vijeća za kazalište Ministarstva kulture RH i Predsjednica Vladinog Povjerenstva za Dramu Dubrovačkih ljetnih igara. Od veljače 2001. do studenog 2002. bila je ravnateljica Drame HNK Zagreb. Godine 2007. bila je ravnateljica Ustanove u kulturi Rachlin i Friends u Dubrovniku.
Gostovala je na više sveučilišta u SAD, Srbiji i Francuskoj.
Potpisnica je Deklaracije o zajedničkom jeziku u kojoj se tvrdi da se u Hrvatskoj, Bosni i Hercegovini, Srbiji i Crnoj Gori govore nacionalne standardne varijante zajedničkog policentričnog standardnog jezika.

## Režije
- 1989. Victor Haim: Abraham i Samuel, Židovska općina, Zagreb
- 1990. Pavao Marinković: Filip Oktet i čarobna truba, Teatar ITD, Zagreb
- 1991. Alfred de Musset: Svijećnjak, GDK Gavella, Zagreb
- 1992. Higin Dragošić: Posljednji Zrinski, Kazalište Virovitica, Virovitica
- 1993. Miroslav Feldman: Vožnja, Kazalište Virovitica, Virovitica
- 1993. Charles Schultz/S.Banović/V.Đikanović: Charlie Brown, ZKM, Zagreb
- 1994. Georges Feydeau: Mačak u vreći, Kazalište Virovitica, Virovitica
- 1994. S.Banović / V.Đikanović: Cabaret Črni maček, GDK Gavella, Zagreb
- 1994. Hrvoje Ivanković: Cabaret Pantagana, Kazalište Marin Držić, Dubrovnik
- 1995. William Shakespeare: Kako vam drago, Kazalište Virovitica, Virovitica
- 1995. Edward Albee: Tko se boji Virginie Woolf, HNK Zagreb
- 1996. Georges Feydeau: Ne hodaj uokolo gola golcata, Novi život, Zagreb
- 1996. Tennessee Williams: Mačka na vrućem limenom krovu, GDK Gavella, Zagreb
- 1997. Niccolò Machiavelli: Mandragola, Kazalište Virovitica, Virovitica
- 1997. Angelo Longoni: Muškarci bez žena, Kazalište Marin Držić, Dubrovnik
- 1998. Snježana Banović: Stari Fijaker, Histrioni, Zagreb
- 1999. Eugène Labiche: Talijanski slamnati šešir, HNK Rijeka
- 2000. Paula Vogel: Kako sam naučila voziti, Teatar ITD, Zagreb
- 2000. C. P. Taylor: Dobri, HNK Zagreb
- 2001. David Hare: Plava soba, HNK Osijek
- 2002. Mogens/Rukow/Witenberg: Proslava, HNK Zagreb
- 2003. Eva Ensler: Vaginini monolozi, GK Kerempuh, Zagreb
- 2003. Tena Štivičić: Dvije, Atelje 212, Beograd
- 2003. William Shakespeare: San ivanjske noći, Zagrebački ljetni festival
- 2004. Eva Ensler: Vaginini monolozi, Kazalište Marin Držić, Dubrovnik
- 2005. Sanja Polak/Snježana Banović: Dnevnik Pauline P., Žar ptica, Zagreb
- 2006. Tennessee Williams: Iznenada prošlog ljeta, HNK Varaždin
- 2007. Braća Presnjakov: Igranje žrtve, Kazalište Virovitica
- 2008. Silvija Šesto Stipančić/Snježana Banović: Debela, Mala scena, Zagreb
- 2008. Lada Kaštelan: Posljednja karika, WSC Theatre, Wayne Nebraska, SAD
- 2009. Silvija Šesto Stipaničić/Snježana Banović: Vanda, Mala scena, Zagreb
- 2009. Tena Štivičić: Fragile, HNK Osijek
- 2010. Slobodan Šnajder: "Enciklopedija izgubljenog vremena", HNK Varaždin
- 2012. Slobodan Šnajder: Kako je Dunda spasila domovinu, INK Pula
- 2014. Ivan pl. Zajc: Momci na brod, Mala scena, Zagreb
- 2015. Slobodan Šnajder: "Enciklopedija izgubljenog vremena, Kazalište mladih Novi Sad
- 2024. Frano Parać: Judita, HNK Zagreb[3]